# Kansas City (film)
Kansas City – amerykańsko-francuski kryminał z 1996.
W filmie występuje kilku współczesnych muzyków, odtwarzających role muzyków jazzowych z lat 30. XX wieku (np. Craig Handy gra jako Coleman Hawkins, Joshua Redman jako Lester Young, a James Carter jako Ben Webster).

## Główne role
- Jennifer Jason Leigh – Blondie O’Hara
- Miranda Richardson – Carolyn Stilton
- Harry Belafonte – Seldom Seen
- Michael Murphy – Henry Stilton
- Dermot Mulroney – Johnny O’Hara
- Steve Buscemi – Johnny Flynn
- Brooke Smith – Babe Flynn
- Jane Adams – Nettie Bolt
- Jeff Feringa – Addie Parker
- A.C. Tony Smith – Sheepshan Red
- Martin Martin – Blue Green
- Albert J. Burnes – Charlie Parker
- Ajia Mignon Johnson – Pearl Cummings
- Tim Snay – Rally Speaker

## Fabuła
Kansas City, lata 30. Johnny O’Hara, drobny złodziejaszek, zostaje porwany przez Seldoma Seena – szefa mafii. Jego żona Blondie decyduje się go odzyskać. W tym celu porywa żonę polityka i wymusza na nim użycie wpływów, by odnaleźć Johnny’ego. Polityk decyduje się na to pod wpływem jej miłości.